# 北门街道 (桂林市)
北门街道是中华人民共和国广西壮族自治区桂林市叠彩区下辖的一个街道。

## 行政区划
北门街道下辖以下地区：
清风社区、锦绣社区、城北社区、圣隆社区、铁路社区、金河社区、凤集社区、春江社区、芳华社区和水塔社区。